# Formica fusca

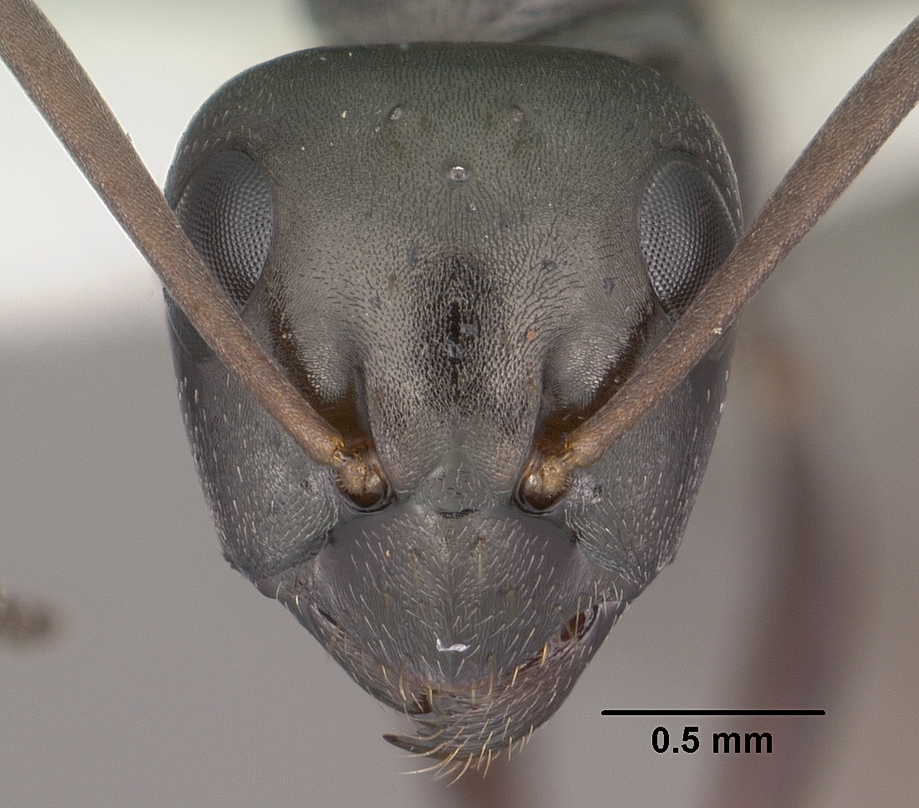
Cabeza

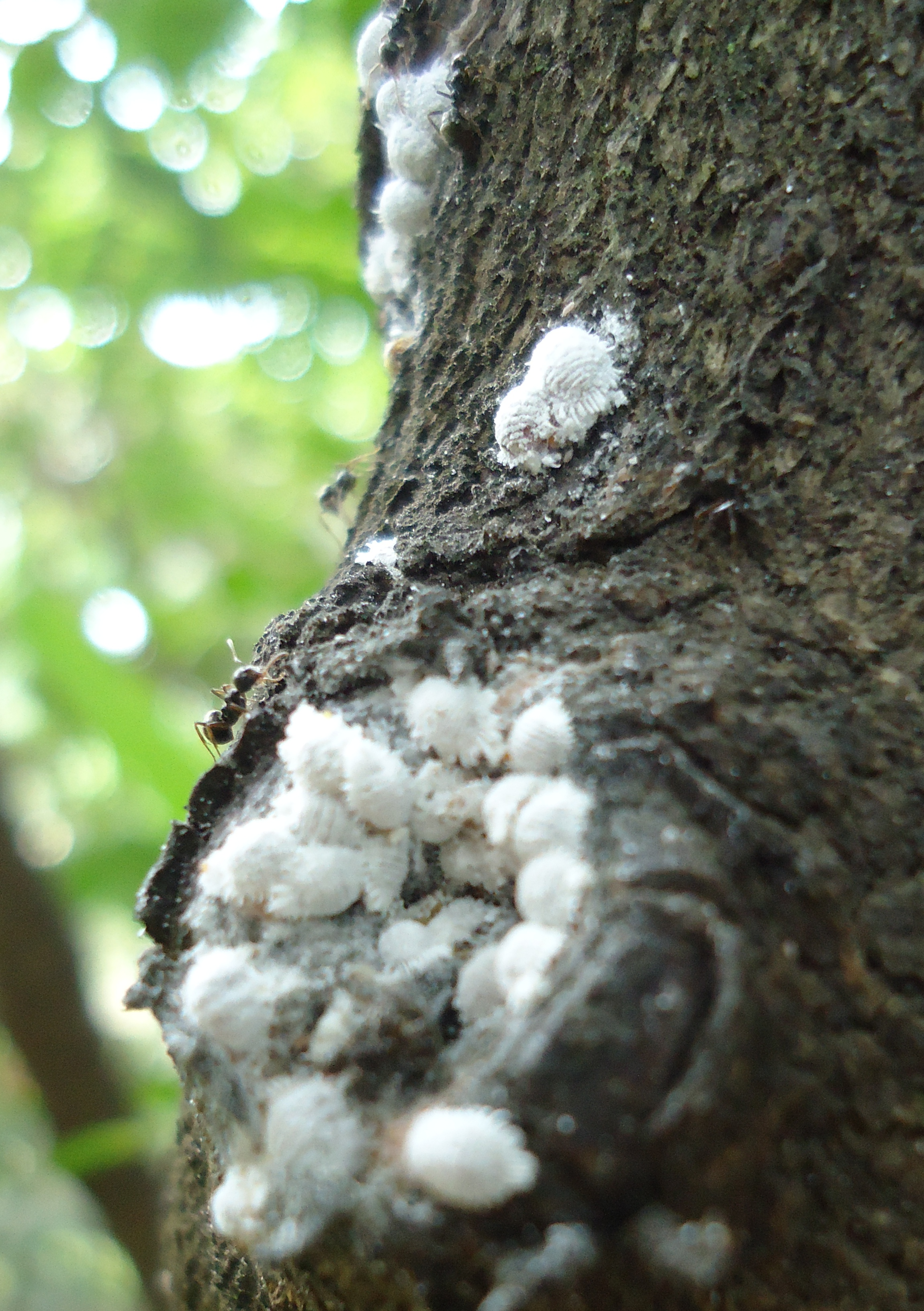
Mutualismo con cochinillas harinosas

Formica fusca es una especie de hormiga de la subfamilia Formicinae. Esta especie es la más abundante y diversa del género Formica. Se encuentra en casi todas las zonas templadas de América del Norte y Eurasia.
Las taxonomías actuales consideran que las hormigas encontradas en Norteamérica pertenecen a otra especie, F. subaenescens.

## Características
El tamaño de las obreras de va desde los 4 a los 7,5 milímetros. Las reinas miden entre 6,5 y 9,5 mm y los machos de 8,5 a 9,5 mm. Es de color negro con las patas y antenas marrones. 

## La colonia
Los hormigueros de F. fusca se suelen encontrar en tocones de árboles podridos o debajo de las rocas. Esta hormiga es poligínica, por lo que conviven más de una reina por hormiguero, aunque la contribución a la puesta de huevos suele ser desigual, es decir, hay una reina dominante que pone más que las otras. El número de individuos por colonia suele variar entre 500 y 2000.
Se alimentan de pequeños insectos, de melaza producida por áfidos y del néctar de las flores. Los vuelos nupciales suelen ser en julio y agosto.